# Felice Colombo
Felice Colombo (Bellusco, 24 agosto 1937) è un imprenditore e dirigente sportivo italiano.

## Biografia
Nel 1965 Colombo fondò a Milano la Fratelli Colombo s.n.c. (dal 1972 solamente Colombo s.n.c.), impresa che si occupava dello stampaggio di materie plastiche e che in seguito si espanse nel settore sanitario e radio-televisivo.
Assurse alla notorietà con la presidenza della squadra di calcio del Milan, ruolo ricoperto dal 1977 al 1980. Il giudizio circa la sua  gestione del club rimane tuttora controverso: da una parte, con l'ingaggio del tecnico Nils Liedholm scelto dallo stesso Colombo, la squadra vinse il cosiddetto scudetto della stella nel campionato 1978-1979, mentre dall'altra il suo coinvolgimento, con altri tesserati rossoneri, nello scandalo del Totonero decretò nel 1980 la retrocessione d'ufficio del Milan in Serie B, la prima nella storia della società. Lo stesso presidente rossonero venne squalificato a vita da cariche sportive; pure se, storicizzando i succitati eventi, a posteriori l'implicazione di Colombo nel calcioscommesse appare più frutto di «un misto di ingenuità e di senso di impunità» che non di reale volontà di dolo.
Dopo la radiazione, pur rimanendo l'azionista di maggioranza del Milan, non poté più ricoprirne cariche ufficiali; sicché nell'ottobre 1980 cedette la presidenza a Gaetano Morazzoni, parlamentare democristiano, visto in sostanza come un prestanome. Infine nel 1982 cedette la società a Giuseppe Farina, ex presidente del L.R. Vicenza.
Ha un figlio, Nicola, anch'egli imprenditore e che porta avanti ancora oggi l'attività del padre; nel 2015 ha salvato la squadra di calcio del Monza dal fallimento, divenendone presidente per il successivo triennio prima di cederla a Silvio Berlusconi.